# Астрономія в Сінгапурі

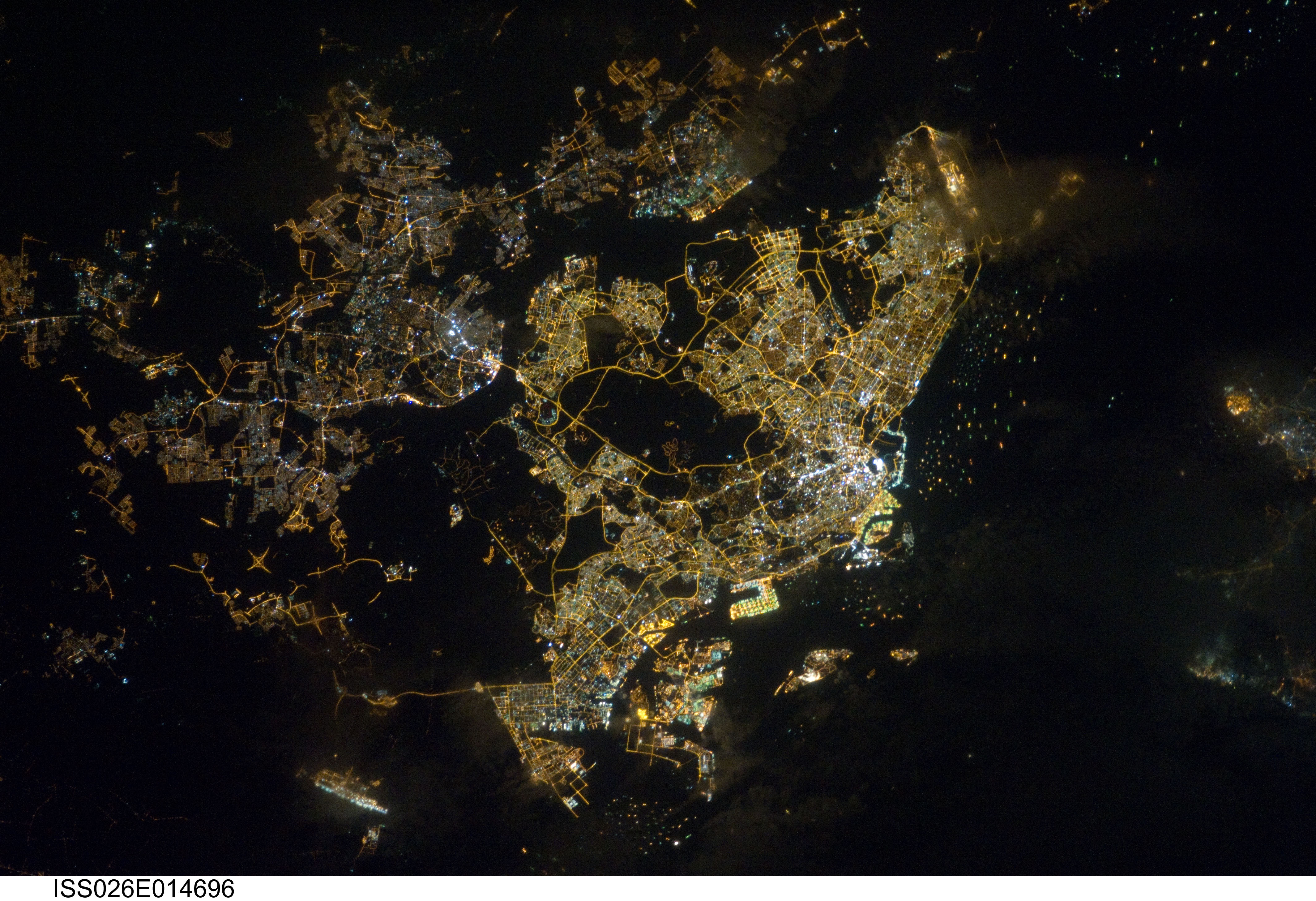
Сінгапур з яскравим міським світлом і хмарами, знятий з Міжнародної космічної станції

Астрономія в Сінгапурі не розвинута на високому рівні, не зважаючи на гарний розвиток науки і техніки в цілому. Це пов'язано, зокрема, з поганим астрокліматом — найвищим серед країн світу світловим забрудненням і часто хмарним через мусонний клімат небом. Тим не менш, в країні астрономія викладається на університетському рівні, діють любительські обсерваторії, планетарії, астрономічне товариство, проводяться астрономічні олімпіади.

## Астрономічна освіта та дослідження
Астрономія з 2008 року відсутня в сінгапурській шкільній програмі. Тим не менш, з 2013 року проводиться Сінгапурська астрономічна олімпіада. Її переможці представляють Сінгапур на Міжнародній олімпіаді з астрономії та астрофізики.
В Національному університеті Сінгапуру астрономія викладається як одна зі спеціалізацій для студентів-фізиків і як окремі додаткові модулі для студентів інших спеціальностей. При факультеті фізики для студентів діють надувний цифровий планетарій і навчальна обсерваторія з 43-сантиметровим телескопом.
Декілька науковців в Національному університеті Сінгапуру займаються теоретичними дослідженнями з астрономії та загальної теорії відносності.

## Популяризація астрономії

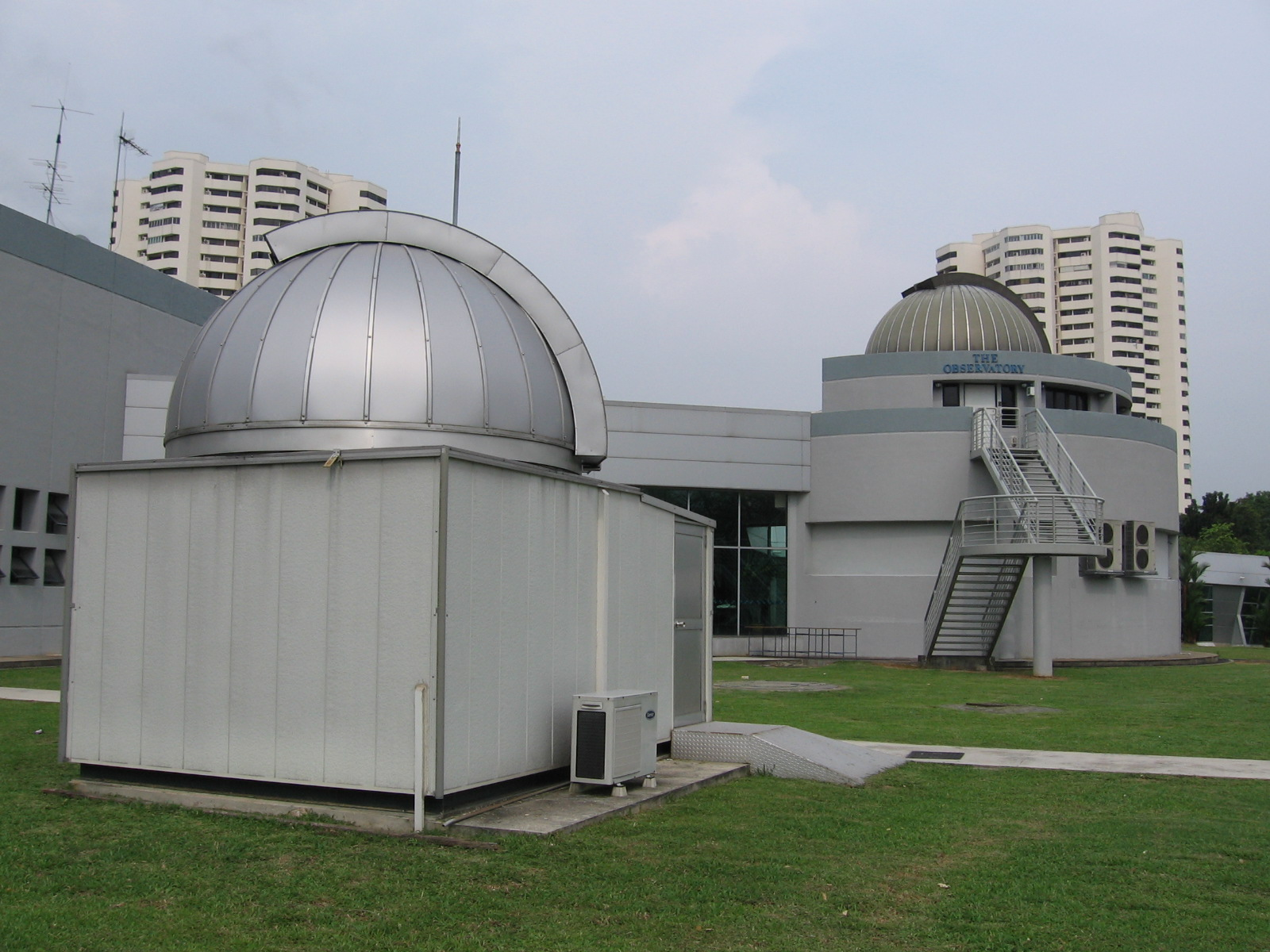
Обсерваторія Наукового центру Сінгапуру

З 1991 року діє Астрономічне товариство Сінгапуру, яке займається популяризацією астрономії, організовує астрономічні лекції, проводить аматорські спостереження в Сінгапурському науковому центрі або у віддалених від міських вогнів частинах Сінгапурі.
Науковий центр Сінгапуру проводить демонстрації астрономічних шоу в планетарії та спостереження неба в телескоп. Центр має рефлектор системи кассагрена діаметром 40 см і рефрактор системи Кеплера діаметром 15 см, встановлені під куполом діаметром 5,5 м.
Astro Scientific Centre займається продажем і встановленням аматорського астрономічного обладнання. Фірма належить президенту Астрономічного товариства Сінгапуру. Зокрема, саме ця фірма встановила телескопи Сінгапурського наукового центру.